# Portmone.com
Портмоне, Portmone.com (від нім. Portmonee — гаманець) — українська міжбанківська електронна платіжна система. Спеціалізується на послугах доставки і оплати рахунків за різні товари і послуги в режимі он-лайн через Інтернет за допомогою міжнародних платіжних карток Visa і MasterCard. Компанія працює з 2002 року і є лідером ринку електронних платежів в Україні.
Станом на 2012 рік чистий прибуток становив 331 тис. грн, чистий дохід — 5,39 млн грн.

## Власники. Доходи
6 листопада 2013 року Антимонопольний комітет України дозволив фонду прямих інвестицій Europe Virgin Fund L.P., який перебуває під управлінням Інвестиційної компанії Dragon Capital, придбати понад 50 % акцій кіпрської компанії Budus Investments ltd. Ця компанія володіє 70 % статутного капіталу ТОВ «Портмоне» (ТМ Portmone) безпосередньо і 30 % — опосередковано через ТОВ «Будус-Інвест» (дані на березень 2012 року), а також володіє фінансовою компанією «МБК», яка займається переказом грошей небанківським фінансовим установам.

## Опис
Основні напрямки діяльності компанії:
- електронна доставка клієнтам рахунків від постачальників послуг (житлово-комунальних господарств, телекомунікаційних компаній, операторів мобільного зв'язку, інтернет-провайдерів, страхових компаній, тощо);
- оплата клієнтами рахунків через інтернет за допомогою міжнародних платіжних карток Visa і MasterCard;
- доставка електронних рахунків клієнтів банкам для їх оплати через банкомати, кіоски самообслуговування і системи інтернет-банкінг;
- технічне обслуговування еквайрингу міжнародних платіжних карток для інтернет-магазинів.

Разрахунковими банками-еквайрами для системи Portmone.com є: UniCredit Bank, Альфа-банк, Ощадбанк, ПриватБанк, Райффайзен банк Аваль, Укрексімбанк і Банк «Фінанси та Кредит».
Portmone.com першою в Україні успішно пройшла міжнародний аудит на відповідність усім вимогам безпеки PCI DSS, встановленим основними платіжними системами, — Visa і MasterCard.

## Цікавий факт
Статутний фонд із 2005 року по 2016 зменшився із 1.496 млн гривень до 2117.88 грн